# Valea Holhorii
Valea Holhorii – wieś w Rumunii, w okręgu Alba, w gminie Lupșa. W 2011 roku liczyła 21 mieszkańców.